# 蛋撻

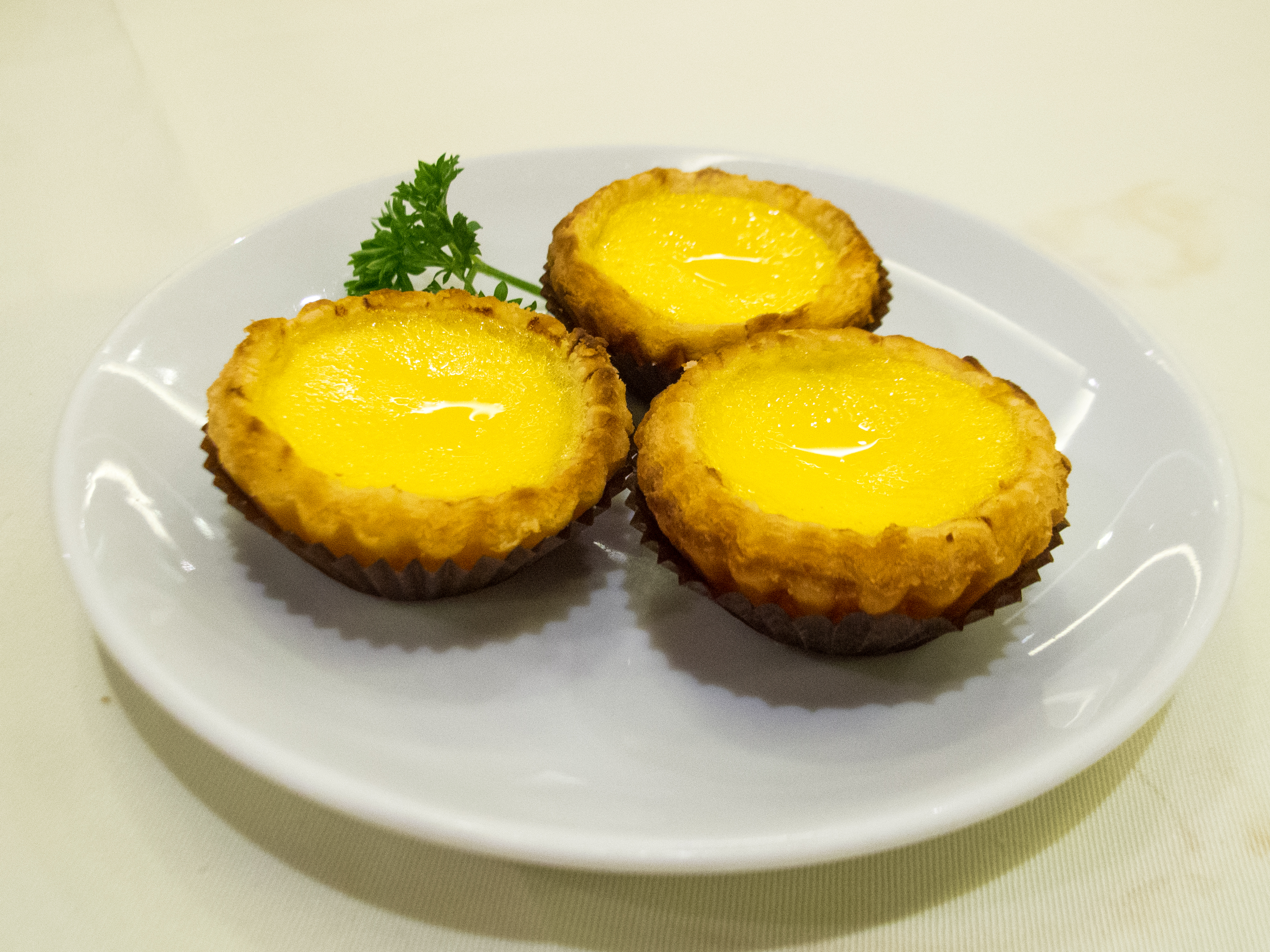
小蛋撻是香港茶樓常見的點心

蛋撻（egg tart），又作蛋撻，是一種以蛋漿為餡料的西式餡餅；撻為“tart”的粵語音譯，指餡料外露的西式餡餅，餡料被餅皮密封的西式餡餅則稱為pie（派）。蛋撻的做法是把餅皮放進圓形盆狀的餅模中，倒入由砂糖、鮮奶及雞蛋混合而成之蛋漿，然後放入烤爐；烤出成品外層為鬆脆之撻皮，內層則為香甜的黃色凝固蛋漿。
蛋撻最早出現在英國，早在中世紀時，英國人已利用牛奶、糖、蛋及不同香料，製作類似蛋撻的食品。1399年，在亨利四世的一次宴會上便有食用蛋撻的記載，據傳亨利八世時代亦發展出「榮譽女僕蛋撻」(maids of honor tarts)。港式蛋撻於2014年入選香港非物質文化遺產。

## 概要

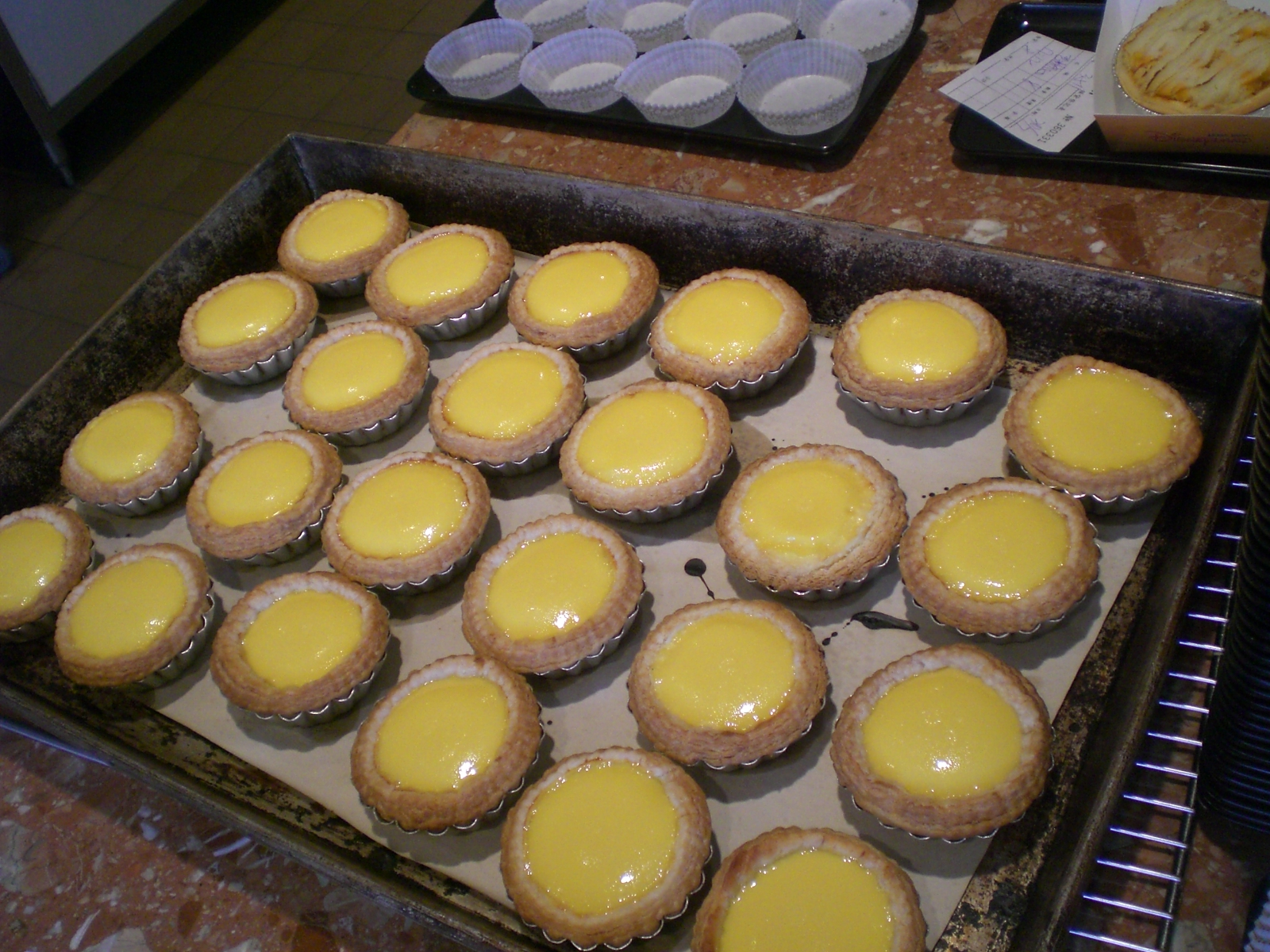
熱騰騰的酥皮蛋撻

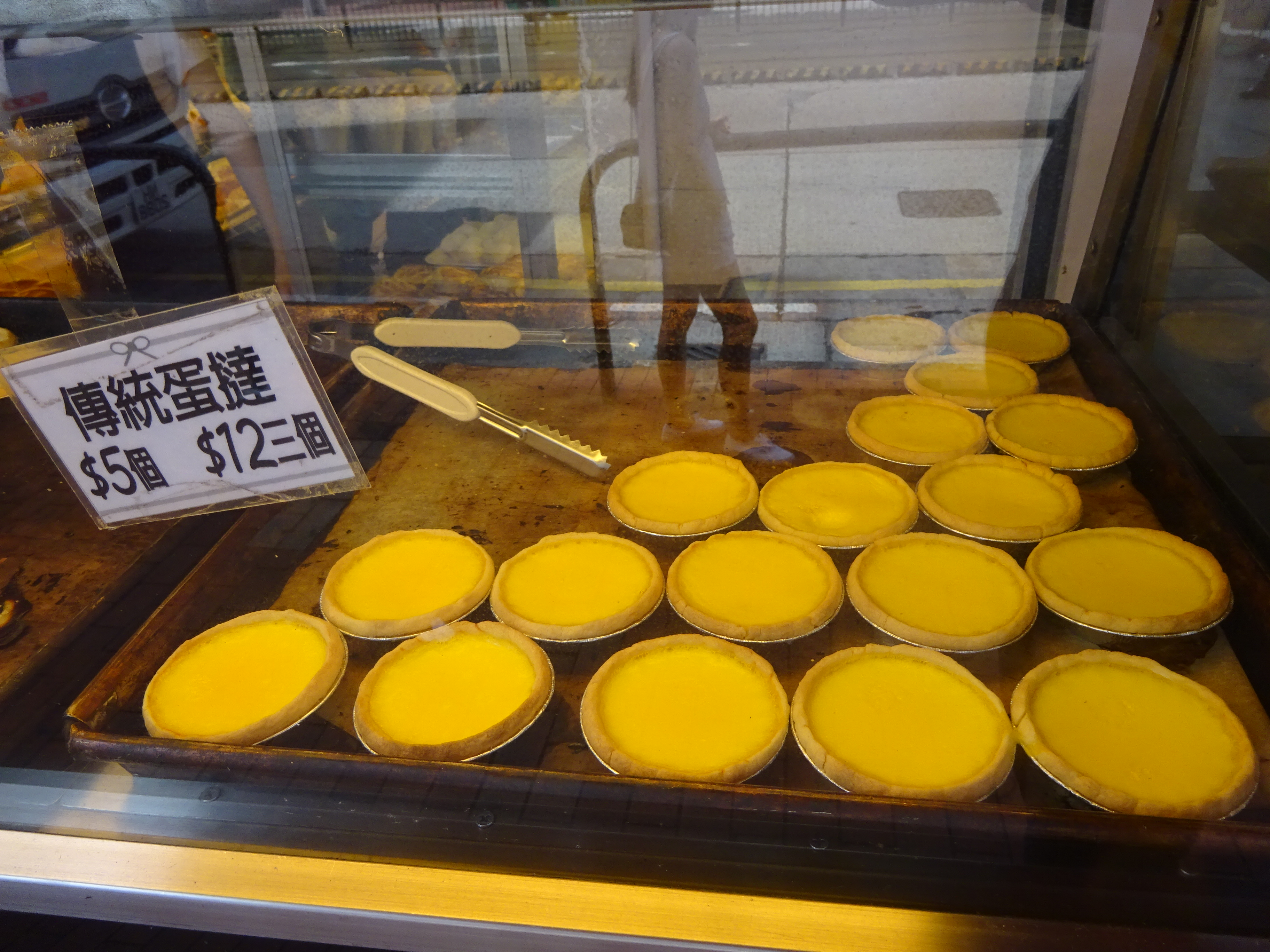
包餅店售賣的餅皮蛋撻

蛋撻為香港地道的代表食物之一，與源自英國的蛋撻不同，港式蛋撻的餡料類似燉蛋，份量也較多，撻皮則要夠薄，並且可分為酥皮和餅皮。

### 演化
港式蛋撻是香港流行的甜點，而其出現主要有兩種說法，其中一個說法是演變自廣州的百貨公司所提供的「星期美點」，1920年代廣州的百貨公司競爭激烈，於是有百貨公司將源自外國的果撻改為放蛋液，並以豬油取代牛油製作外皮，成為蛋撻。1927年真光酒樓率先推出蛋撻，大受歡迎，引起其他酒樓茶室效彷。其後因為香港政局比中國大陸穩定，廣州的點心師傅前往香港謀生，而香港的烘焙師修改了撻皮的做法，將撻皮改為以豬油和雞蛋做成的多層交疊的百摺酥皮，使撻皮更酥鬆，成為港式酥皮蛋撻。另一個說法是香港作為英國殖民地，包括蛋撻在內的英式甜點早已由英國人帶到香港，不過早年華人和英人的社會及經濟地位有別，英式甜點只流行於英國人為主的上流階層，後來華人烘焙師仿照英式蛋撻的做法，在香港做出本土化的蛋撻，即餡料如燉蛋般幼滑，撻皮酥脆，餡料和撻皮的口感呈強烈對比的港式蛋撻。

### 普及
香港在1940年代開始有高級西餐廳供應蛋撻，但因為牛油在當年對普羅大眾而言仍是奢侈品，所以蛋撻的售價昂貴，後來因為西方食材的供應漸增，蛋撻才開始在華人社會漸漸普及。1960年代，供應本土化西式食品的茶餐廳開始售賣蛋撻。最初茶餐廳的蛋撻份量都比較大，一個蛋撻便可以成為一份下午茶餐。1963年，香港已有報紙向家庭主婦介紹餅皮蛋撻的做法。1990年代起，兼營包餅之茶餐廳逐漸減少，只有舊式茶餐廳方有自家烤製的蛋撻，大部份茶餐廳從麵包工場訂購蛋撻。大部分麵包店都會供應蛋撻。另一方面，香港不少酒樓的點心中也包括蛋撻仔（小型蛋撻），一小碟有三個。香港多間蛋撻店馳名中外，最後一任香港總督彭定康到社區巡視及探訪市民時走進餅店品嚐這種平民甜點，外國人到香港都會品嚐香港蛋撻。蛋撻隨著香港政府確認，於2014年6月列入香港非物質文化遺產清單第5.33項。

## 種類
港式蛋撻以撻皮分類，主要分為餅皮蛋撻和酥皮蛋撻兩種：
- 餅皮蛋撻：撻皮比較光滑和完整，好像一塊盆狀的餅乾，充滿牛油香味，類似西點常用的餡批底皮（pie crust），口感香脆，因此又有脆皮之稱[16]。
- 酥皮蛋撻：撻皮為酥皮，類似西點的牛油酥皮（puff pastry）。有近百層摺皮[8]，以豬油製作，口感較餅皮蛋撻粗糙，但層次亦較豐富，故酥皮蛋撻的價錢一般較高。為使餡料量與餅皮蛋撻一致，酥皮蛋撻的面積一般較大。

除以砂糖及雞蛋為蛋漿的主流蛋撻外，亦有在蛋漿內混入其他材料的變種蛋撻，如鮮奶撻、薑汁蛋撻、蛋白蛋撻、巧克力蛋撻、抹茶撻、燕窩蛋撻等等。

## 外部連結
- 美食典故 香港旅遊發展局 （页面存档备份，存于）